# أثيل النجيفي
أثيل عبد العزيز النجيفي(مواليد مدينة الموصل سنة 1958) دخل كلية الهندسة وتخرج منها واتبعها بدخوله كلية القانون في جامعة الموصل ودخل سوق الأعمال في العراق واسس شركات عديدة تولى منصب محافظ نينوى عقب فوز قائمة الحدباء التي يترأسها بالانتخابات المحلية التي جرت عام 2009. حصلت قائمته على 19 مقعداً من بين مقاعد محافظة نينوى ال 37.
و تولى منصب محافظ نينوى في الدورة الثانية على التوالي بعد حصوله على الأصوات في المحافظة وأختير من قبل 32 من اصل 39 عضو من مجلس المحافظة.
وهو يقود الآن قوات مسلحة عراقية معروفة بحرس نينوى , وهو أخ لرئيس مجلس النواب السابق أسامة النجيفي. وقد أسس أثيل وكالة انباء «عراقيون» عام 2004 م.

## اتهامات
اتهم بالتقصير وعدم التعاون الذي ادى إلى سقوط الموصل بيد تنظيم الدولة الاسلامية حسب تقرير لجنة التحقيق التي شكلها البرلمان العراقي، واتهمه ساسة عراقيين بالمسؤلين والعمالة لدول اجنبية لتسليم مدينة الموصل إلى عصابات داعش، وبسبب فضاعة جرائم داعش طالب البعض بمحاكمته، ويعد النجيفي أحد المسؤول بعد نوري المالكي وسعدون الدليمي امام القضاء العراقي.

## محاولات اغتيال
تعرض النجيفي حاله حال كل السياسيين العراقيين إلى محاولات اغتيال عديدة، وقد نجى من محاولة اغتيال يوم الجمعة 17 شوال 1432 هـ الموافق 16 أيلول 2011 م وأكد النجيفي القاء القبض على الأشخاص الذين قاموا بإطلاق النار على موكبه.

### وصلات خارجية
أثيل النجيفي  على فيسبوك.